# Sascha Kever
Sascha Alexander Kever (Vezia, 24 april 1975) is een Zwitsers voormalig voetbalscheidsrechter. Hij was in dienst van FIFA en UEFA tussen 2007 en 2013. Ook leidde hij tot 2013 wedstrijden in de Super League.
Op 7 juli 2007 maakte Kever zijn debuut in internationaal verband tijdens een wedstrijd tussen Slavija Sarajevo en Oțelul Galați in de UEFA Intertoto Cup; het eindigde in 0–0 en de Zwitser deelde gaf vier gele kaarten, waarvan twee aan dezelfde speler. Op 6 februari 2008 leidde hij zijn eerste interland, toen Italië met 3–1 won van Portugal door doelpunten van Luca Toni, Fabio Cannavaro en Fabio Quagliarella voor Italië en Ricardo Quaresma voor Portugal. Tijdens dit duel hield Kever zijn kaarten op zak.

## Interlands
| Datum            | Plaats                    | Wedstrijd                        | Uitslag | Competitie           | Kreeg geel | Kreeg voor de tweede keer geel en dus rood | Weggestuurd |
| ---------------- | ------------------------- | -------------------------------- | ------- | -------------------- | ---------- | ------------------------------------------ | ----------- |
| 6 februari 2008  | Zürich, Zwitserland       | Italië – Portugal                | 3 – 1   | Vriendschappelijk    | 0          | 0                                          | 0           |
| 11 oktober 2008  | Serravalle, San Marino    | San Marino – Slowakije           | 1 – 3   | WK 2010 kwalificatie | 4          | 1                                          | 0           |
| 11 februari 2009 | Genk, België              | België – Slovenië                | 2 – 0   | Vriendschappelijk    | 1          | 0                                          | 0           |
| 3 maart 2010     | Warschau, Polen           | Polen – Bulgarije                | 2 – 0   | Vriendschappelijk    | 0          | 0                                          | 0           |
| 7 september 2010 | Tbilisi, Georgië          | Georgië – Israël                 | 0 – 0   | EK 2012 kwalificatie | 4          | 0                                          | 0           |
| 17 november 2010 | Wenen, Oostenrijk         | Oostenrijk – Griekenland         | 1 – 2   | Vriendschappelijk    | 1          | 0                                          | 0           |
| 28 februari 2012 | Sankt Gallen, Zwitserland | Brazilië – Bosnië en Herzegovina | 2 – 1   | Vriendschappelijk    | 0          | 0                                          | 0           |
| 15 augustus 2012 | Bern, Zwitserland         | Engeland – Italië                | 2 – 1   | Vriendschappelijk    | 1          | 0                                          | 0           |
| 14 november 2012 | Sankt Gallen, Zwitserland | Chili – Servië                   | 1 – 3   | Vriendschappelijk    | 5          | 0                                          | 1           |
| 6 september 2013 | Skopje, Macedonië         | Macedonië – Wales                | 2 – 1   | WK 2014 kwalificatie | 8          | 0                                          | 0           |